# Friedrich Adolph Schilling
Friedrich Adolph Schilling (* 9. März 1792 in Pegau; † 27. Januar 1865 in Leipzig) war ein deutscher Rechtswissenschaftler.

## Leben
Schilling besuchte die Landesschule Pforta und absolvierte im Anschluss daran ein Studium an der
Universität Leipzig. 1816 promovierte er zum Doktor der Rechte und habilitierte sich im gleichen Jahr. Nachdem er einige Zeit als Privatdozent zugebracht hatte, wurde er 1818/19 außerordentlicher Professor der Rechte an der Universität Halle-Wittenberg, wechselte 1822 als ordentlicher Professor an die Universität Breslau und kehrte 1825 nach Leipzig zurück, wo er die Professur des römischen Rechts übernahm.
Als Beisitzer der juristischen Fakultät und des Universitätsgerichts in Leipzig wurde er Domherr in Naumburg und erhielt mit weiterem universitärem Aufstieg die Prälatur des Hochstifts Merseburg. Als stellvertretender Senior der juristischen Fakultät war er auch Mitglied der Verwaltungsdeputation und hatte organisatorische Aufgaben der Leipziger Hochschule wahrzunehmen. So war er in den Jahren 1836/37, 1842/43, 1851/52 und 1852/53 Rektor der Alma Mater. Als Vertreter der Leipziger Universität war er 1839/40 und 1847 Abgeordneter der I. Kammer des Sächsischen Landtags.

## Werke
- Diss. Critica de fragmento juris romani Dositheano, denuo graece et latine edito. Pars I, continens, et ipsum textum fragmenti Dositheani et quaestiones nonnullas ad totum hoc fragmentum spectantes. Leipzig 1819
- Diss. Critica de Ulpiani fragmentis. Breslau 1824
- Bemerkungen über Römische Rechtsgeschichte. Eine Kritik über Hugo’s Lehrbuch der Geschichte des römischen Rechts. Verlag von Johann Abrosius Barth, Leipzig, 1829.
- Animadversiones criticae ad Ulp. Fragmenta spec. I. Leipzig 1830
- Lehrbuch für Institutionen und Geschichte des römischen Privatrechts. Leipzig 1834–1837, 1846
- Lehrbuch des Naturrechts oder der philosophischen Rechtswissenschaft. Leipzig 1859–63
- Animadvers. crit. ad diversos jur Justinei locos spec. XI Leipzig 1857
- Comment. Qua inquiritur, jurisconsulentorum rom. De naturali et gentium jure Opiniones quamnam vim habuerint in jure civili excolendo. Leipzig 1862